# Trastorno esquizofreniforme
El Trastorno esquizofreniforme se caracteriza por la presencia de los síntomas de criterio A de la esquizofrenia. Estos incluyen:  delirios,  alucinaciones, discurso desorganizado, comportamiento desorganizado o catatónico, y síntomas negativos. El trastorno - incluyendo sus fases prodrómica, activa y residual - dura más de 1 mes pero menos de 6 meses.

## Características del diagnóstico
El Trastorno esquizofreniforme es un trastorno mental serio relacionado con la esquizofrenia.  trastorno psiquiátrico tal como se define en el DSM-IV.
Las características esenciales de trastorno esquizofreniforme son idénticas a las de la esquizofrenia excepto por dos diferencias: la duración total de la enfermedad (incluyendo sus fases prodrómica, activa y residual) es de al menos 1 mes pero menos de 6 meses y no es requerido que exista discapacidad social u ocupacional durante parte de la enfermedad (aunque puede ocurrir que así sea).
Alrededor de la mitad de las personas diagnosticadas con trastorno esquizofreniforme terminan siendo diagnosticados con esquizofrenia. Este trastorno es más común en personas que tienen miembros de la familia con esquizofrenia o trastorno bipolar. La causa exacta del trastorno es desconocida.
La principal diferencia con la esquizofrenia es la duración de la enfermedad. Los síntomas deben mantenerse durante más de un mes pero menos de seis meses. Esto es distinto en la esquizofrenia donde la enfermedad tiene que durar más de seis meses. El trastorno psicótico breve dura menos de un mes.
El tratamiento es similar al de la esquizofrenia.
Como en el caso de la esquizofrenia, este trastorno no debe haberse producido por enfermedad médica o por abuso de sustancias.
Una recuperación total del trastorno es probable. La medicación y la psicoterapia se utilizan para tratar el trastorno esquizofreniforme. En casos extremos el paciente necesita ser hospitalizado. Ocurre a partes iguales entre hombres y mujeres.

## Etiología
la etiología es desconocida. Al menos un estudio ha encontrado similitudes en anormalidades en la estructura cerebral de esquizofrénicos y de personas con trastorno esquizofreniforme.

## Especificadores
Se pueden utilizar los siguientes especificadores en el trastorno esquizofreniforme para indicar la presencia o ausencia de características que se pueden asociar con un buen pronóstico:
Con Características de Buen Pronóstico. Este especificador se utiliza si al menos dos de las siguientes características están presentes:
1. Comienzo de los síntomas psicóticos destacados durante las primeras 4 semanas del primer cambio perceptible en el comportamiento usual.
2. Confusión o perplejidad en lo más alto del episodio psicótico.
3. Buen funcionamiento premórbido social y ocupacional.
4. Ausencia de afecto embotado o plano.

Sin Características de Buen Pronóstico. Este especificador se utiliza si dos o más de las características arriba mencionadas no están presentes.

## Prevalencia
La evidencia disponible sugiere variaciones en la incidencia según el entorno sociocultural. En los Estados Unidos y en otros países industrializados, la incidencia es baja, posiblemente cinco veces inferior al de la esquizofrenia. En países en desarrollo, la incidencia es sustancialmente mayor, especialmente del tipo "Con Características de Buen Pronóstico"; en algunos de estos entornos el trastorno esquizofreniforme puede ser tan común como la esquizofrenia.

## Patrones familiares
Pocos estudios familiares se han centrado en el trastorno esquizofreniforme. La evidencia disponible sugiere que los familiares de individuos con trastorno esquizofreniforme tienen un riesgo mayor de desarrollar esquizofrenia.
- Datos: Q2157462